# René Hanriot

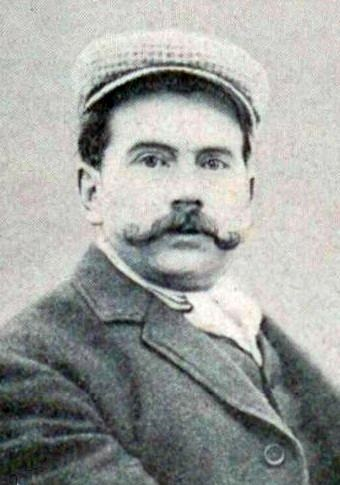
René Henriot, 1908

René Hanriot (Vaite, 11 juni 1867 - Neuilly-sur-Seine, 6 november 1925) was een Frans autopiloot en luchtvaartpionier. Hij leidde ook een vliegtuigfabriek.

## Levensloop
Hanriot werd in 1867 geboren in het departement Haute-Saône. Hij raakte bekend als autopiloot. Hij nam deel aan de rally Parijs - Madrid. In 1904 vestigde hij een nieuw snelheidsrecord op de weg met een snelheid van 128 km/u. Hij was actief als testpiloot en als racepiloot. In 1907 reed hij voor Darracq en het jaar erop voor Benz & Cie. Hij werd toen derde in de Grand Prix van Frankrijk in Dieppe en vierde in de Amerikaanse Grand Prix in Savannah.
Vanaf 1908 legde Hanriot zich toe op de luchtvaart. Hij kocht in mei 1908 een vliegtuig van Levasseur maar toen dit tegen het einde van het jaar nog steeds niet was geleverd, besloot Hanriot zijn eigen vliegtuig te bouwen. In februari 1909 richtte hij de Société des monoplans Hanriot op. In zijn atelier in Châlons-en-Champagne maakte hij eendekkers. Zijn eerste ontwerp, de Hanriot type I, werd tentoongesteld in het eerste luchtvaartsalon van Parijs in september 1909. Hij noteerde er twintig bestellingen ook al had het toestel nog nooit gevlogen. De eerste proefvlucht in oktober was geen succes. Pas nadat werd gekozen voor een minder zware motor (een Clément-Bayard van 50 cc) slaagden de proefvluchten. Intussen richtte Hanriot ook pilotenscholen op, eind 1909 in Reims-Bétheny en in 1910 in Londen.
Hanriot verbond zich met de ervaren piloot en ingenieur Émile Ruchonnet voor het ontwerp van de Hanriot type II, bijgenaamd Libellule. Van de Libellule maakte hij zeker zes versies. Hij en zijn zoon Marcel (1894-1961) vlogen met deze toestellen op verschillende vliegmeetings. De Libellule IV kon rekenen op interesse van het Franse leger maar in 1912 ging zijn bedrijf failliet. Hij hernam korte tijd het autoracen. Hij nam deel aan de Grand Prix van Frankrijk in een Lorraine-Dietrich maar stopte met racen na een brand.
In 1916 tijdens de oorlog richtte Hanriot de vlegtuigfabriek Aéroplanes Hanriot et Cie op, die tweedekkers produceerde. Het jachtvliegtuig Hanriot HD.1 werd gebruikt door de luchtmacht van verschillende landen. De Hanriot HD.2 (1917) was een versie van de HD-1 die landde op het water. De Hanriot HD.3 was ook een jachtvliegtuig. Na zijn dood in 1925 vertrouwde zijn zoon Marcel de leiding van de fabriek toe aan een extern bestuurder. Hanriot fuseerde in 1937 met Farman en werd onderdeel van de Société Nationale de Constructions Aéronautiques du Centre (SNCAC).